# Hilara plebeia
Hilara plebeia är en tvåvingeart som beskrevs av Walker 1857. Hilara plebeia ingår i släktet Hilara och familjen dansflugor. Inga underarter finns listade i Catalogue of Life.